# شاخی‌دندان
شاخی‌دندان (نام علمی: Ceratodus) نام یک سرده از گونه شش‌ماهی کوئینزلند است.